# Francesc Xavier Marimon i Sabaté
Francesc Xavier Marimon i Sabaté (Pallerols, Talavera, 9 de desembre de 1948) és un polític i empresari català, diputat al Parlament de Catalunya en la IV i V Legislatures, senador en la VII Legislatura i conseller de la Generalitat de Catalunya.

## Biografia
Militant de CDC des de 1979, a les eleccions municipals espanyoles de 1979 fou escollit regidor de l'ajuntament de Pallerols de Talavera, càrrec que va ocupar fins a 1999. De 1983 a 1988 fou diputat provincial de la Diputació de Lleida i de 1991 a 1995 vicepresident primer del consell comarcal de la Segarra. Aleshores treballava al sector privat com a directiu de les empreses Seimosa i Seimex fins a 1988. De 1983 a 1988 també ha estat promotor de l'Institut d'Estudis Ilerdencs i impulsor de l'Institut Català del Voluntariat.
De 1988 a 1992 fou Director general d'Acció Cívica del Departament de Benestar Social de la Generalitat de Catalunya, i el 1992 Delegat territorial del Govern de la Generalitat a Lleida.
Fou elegit diputat a les eleccions al Parlament de Catalunya de 1992. Uns mesos després renuncià al seu escó quan fou nomenat Conseller d'Agricultura de la Generalitat de Catalunya, càrrec que va ocupar fins a 1999. Va renovar el seu escó a les eleccions al Parlament de Catalunya de 1995.
A les eleccions generals espanyoles de 2000 fou escollit senador per la província de Lleida per CiU. De 2000 a 2004 fou portaveu del grup parlamentari de CiU al Senat i membre de la Diputació Permanent.